# Neoblavia scoteola
Neoblavia scoteola är en fjärilsart som beskrevs av George Francis Hampson 1900. Neoblavia scoteola ingår i släktet Neoblavia och familjen björnspinnare. Inga underarter finns listade i Catalogue of Life.